# Villards-d'Héria
Villards-d'Héria är en kommun i departementet Jura i regionen Bourgogne-Franche-Comté i östra Frankrike. Kommunen ligger i kantonen Moirans-en-Montagne som tillhör arrondissementet Saint-Claude. År 2022 hade Villards-d'Héria 391 invånare.

## Befolkningsutveckling
Antalet invånare i kommunen Villards-d'Héria
Referens:INSEE